# Coppa delle Coppe 1982-1983 (hockey su pista)
La Coppa delle Coppe 1982-1983 è stata la 7ª edizione dell'omonima competizione europea di hockey su pista riservata alle squadre di club. Il torneo ha avuto inizio il 7 maggio e si è concluso il 16 luglio 1983. Il titolo è stato conquistato dai portoghesi dello Porto per la seconda volta nella loro storia sconfiggendo in finale i connazionali del Benfica. In quanto squadra vincitrice, il Porto ha ottenuto anche il diritto di partecipare alla Supercoppa d'Europa.

## Squadre partecipanti
| Nazione        | Club              | Città              | Qualificazione                                 |
| -------------- | ----------------- | ------------------ | ---------------------------------------------- |
| Francia        | Sporting Fontenay | Fontenay-sous-Bois | 2º in 1ere Division 1982                       |
| Germania Ovest | Walsum            | Duisburg           | 2º in 1 Bundesliga 1982                        |
| Italia         | Follonica         | Follonica          | Detentore Coppa Italia 1981-1982               |
| Paesi Bassi    | Marathon          | L'Aia              | 2º in 1ª Klasse 1982                           |
| Portogallo     | Benfica           | Lisbona            | Detentore della Coppa del Portogallo 1981-1982 |
| Portogallo     | Porto             | Porto              | Detentore Coppa delle Coppe                    |
| Spagna         | Liceo La Coruña   | La Coruña          | Finalista Coppa del Re 1982                    |
| Svizzera       | Vevey             | Vevey              | Detentore della Coppa di Svizzera 1982         |

## Risultati

### Quarti di finale
| Squadra 1 | Totale | Squadra 2         | Andata | Ritorno |
| --------- | ------ | ----------------- | ------ | ------- |
| Benfica   | 24 - 7 | Sporting Fontenay | 15 - 4 | 5 - 1   |
| Follonica | 8 - 20 | Marathon          | 8 - 9  | 0 - 11  |
| Porto     | 14 - 4 | Vevey             | 9 - 3  | 5 - 1   |
| Walsum    | 8 - 12 | Liceo La Coruña   | 4 - 4  | 4 - 8   |

### Semifinali
| Squadra 1       | Totale | Squadra 2 | Andata | Ritorno |
| --------------- | ------ | --------- | ------ | ------- |
| Benfica         | 12 - 4 | Marathon  | 9 - 2  | 3 - 2   |
| Liceo La Coruña | 7 - 10 | Porto     | 5 - 4  | 2 - 6   |

### Finale
| Squadra 1 | Totale | Squadra 2 | Andata | Ritorno |
| --------- | ------ | --------- | ------ | ------- |
| Porto     | 8 - 7  | Benfica   | 2 - 2  | 6 - 5   |

#### Andata
| Porto 2 luglio 1983 | Porto | 2 – 2 | Benfica |  |

#### Ritorno
| Lisbona 16 luglio 1983 | Benfica | 5 – 6 | Porto |  |